# Казюліна Ірина Сергіївна
Ірина Сергіївна Казюліна (каз. Ирина Казюлина; нар. 25 березня 1995, Східноказахстанська область) — казахська борчиня вільного стилю, бронзова призерка чемпіонату Азії. Майстер спорту міжнародного класу з вільної боротьби.

## Життєпис
Боротьбою почала займатися з 2009 року під керівництвом тренера Толегена Бейсембаєва. У 2013 році стала чемпіонкою Азії серед юніорів.
Срібна призерка чемпіонату Казахстану. Представляє Східноказахстанську область. Тренер — Нурлан Аманкосов.

## Спортивні результати на міжнародних змаганнях

### Виступи на Чемпіонатах світу
| Змагання                        | Збірна    | Вагова категорія          | Місце |
| ------------------------------- | --------- | ------------------------- | ----- |
| Чемпіонат світу з боротьби 2019 | Казахстан | жіноча боротьба, до 68 кг | 11    |

### Виступи на Чемпіонатах Азії
| Змагання                       | Збірна    | Вагова категорія          | Місце  |
| ------------------------------ | --------- | ------------------------- | ------ |
| Чемпіонат Азії з боротьби 2018 | Казахстан | жіноча боротьба, до 68 кг | Бронза |
| Чемпіонат Азії з боротьби 2019 | Казахстан | жіноча боротьба, до 68 кг | 5      |

### Виступи на інших змаганнях
| Змагання                                   | Збірна    | Вагова категорія          | Місце  |
| ------------------------------------------ | --------- | ------------------------- | ------ |
| Гран-прі Німеччини з боротьби 2013         | Казахстан | жіноча боротьба, до 67 кг | 13     |
| Гран-прі «Іван Яригін» 2014                | Казахстан | жіноча боротьба, до 69 кг | 8      |
| Турнір Олександра Медведя 2016             | Казахстан | жіноча боротьба, до 69 кг | 7      |
| Золотий Гран-прі з боротьби 2016           | Казахстан | жіноча боротьба, до 75 кг | Бронза |
| Гран-прі «Іван Яригін» 2017                | Казахстан | жіноча боротьба, до 75 кг | 13     |
| Турнір Яшара Догу 2017                     | Казахстан | жіноча боротьба, до 75 кг | 7      |
| Турнір Дана Колова — Николи Петрова 2017   | Казахстан | жіноча боротьба, до 75 кг | 12     |
| Ігри ісламської солідарності 2017          | Казахстан | жіноча боротьба, до 75 кг | 4      |
| Турнір Олександра Медведя 2017             | Казахстан | жіноча боротьба, до 69 кг | 5      |
| Гран-прі «Іван Яригін» 2018                | Казахстан | жіноча боротьба, до 68 кг | 13     |
| Турнір Дана Колова — Николи Петрова 2019   | Казахстан | жіноча боротьба, до 68 кг | 15     |
| Турнір міста Сассарі з боротьби 2019       | Казахстан | жіноча боротьба, до 68 кг | 5      |
| Турнір Яшара Догу 2019                     | Казахстан | жіноча боротьба, до 68 кг | 13     |
| Відкритий чемпіонат Польщі з боротьби 2019 | Казахстан | жіноча боротьба, до 68 кг | 12     |
| Гран-прі «Іван Яригін» 2020                | Казахстан | жіноча боротьба, до 68 кг | 8      |

### Виступи на змаганнях молодших вікових груп
| Змагання                                      | Збірна    | Вагова категорія          | Місце  |
| --------------------------------------------- | --------- | ------------------------- | ------ |
| Чемпіонат світу з боротьби серед кадетів 2012 | Казахстан | жіноча боротьба, до 60 кг | 5      |
| Кубок Фрейденфельдса серед юніорів 2013       | Казахстан | жіноча боротьба, до 67 кг | 6      |
| Чемпіонат Азії з боротьби серед юніорів 2013  | Казахстан | жіноча боротьба, до 67 кг | Золото |
| Чемпіонат світу з боротьби серед юніорів 2013 | Казахстан | жіноча боротьба, до 67 кг | 7      |
| Чемпіонат світу з боротьби серед юніорів 2014 | Казахстан | жіноча боротьба, до 67 кг | 7      |